# Вероніка сива
Вероніка сива (Veronica incana) — багаторічна трав'яна рослина, вид роду вероніка (Veronica) родини подорожникові (Plantaginaceae). Декоративна рослина.

## Ботанічний опис
Стебло 20–40 см заввишки.
Листя широколанцетне, з обох боків біло-повстяне, розташоване супротивно, загальний тон рослин сріблясто-сірий.
Суцвіття густі, верхівкові, гроноподібні, до 5 см завдовжки. Квітки сині.
Цвіте у липні-серпні.

## Поширення
Вид поширений у Європіта Азії. В Україні зустрічається у Закарпатті та на Поліссі, рідше у Криму та лісостепу, росте на кам'янистих схилах, у лісах.